# Коленовское сельское поселение (Воронежская область)
Коле́новское се́льское поселе́ние — муниципальное образование в Новохопёрском районе Воронежской области Российской Федерации.
Административный центр — село Елань-Колено.

## История
Законом Воронежской области от 25 ноября 2011 года № 161-ОЗ, преобразованы, путём объединения:
- Коленовское сельское поселение, Березовское сельское поселение, Долиновское сельское поселение и Подосиновское сельское поселение — в Коленовское сельское поселение с административным центром в селе Елань-Колено.

## Население
| 2010  | 2012  | 2013  | 2014  | 2015  | 2016  | 2017  |
| ----- | ----- | ----- | ----- | ----- | ----- | ----- |
| 4841  | ↗6289 | ↘6193 | ↘6076 | ↘5986 | ↘5912 | ↘5842 |
| 2018  | 2021  |       |       |       |       |       |
| ↘5811 | ↘5534 |       |       |       |       |       |

## Состав сельского поселения
| №  | Населённый пункт | Тип населённого пункта       | Население |
| -- | ---------------- | ---------------------------- | --------- |
| 1  | Алексеевский     | посёлок                      | 22        |
| 2  | Берёзовка        | посёлок                      | 352       |
| 3  | Димитровский     | посёлок                      | 82        |
| 4  | Долиновский      | посёлок                      | 385       |
| 5  | Еланский         | посёлок                      | 104       |
| 6  | Елань-Колено     | село, административный центр | ↘4365     |
| 7  | Ёлка             | посёлок                      | 0         |
| 8  | Жёлтые Пруды     | посёлок                      | →49       |
| 9  | Карачановский    | посёлок                      | ↘74       |
| 10 | Некрыловский     | посёлок                      | 141       |
| 11 | Пески            | посёлок                      | 1         |
| 12 | Подосиновка      | село                         | ↘449      |
| 13 | Соколовский      | посёлок                      | 66        |
| 14 | Соловки          | посёлок                      | 9         |
| 15 | Студёный         | посёлок                      | 57        |
| 16 | Щепетное         | посёлок                      | 0         |

### Упразднённые населённые пункты
Заря — упразднённый в 2024 году посёлок.